# A SilkAir 185-ös járatának légi katasztrófája
A SilkAir szingapúri légitársaság 185-ös járata 1997. december 19-én csapódott a Muszi folyóba a szumátrai Palembang közelében. A fedélzetén 104 ember tartózkodott, a becsapódást senki sem élte túl. A járat Jakartában szállt fel, és a menetrend szerint Szingapúrban szállt volna le.

## A gép legénysége
A gép pilótája a 41 éves szingapúri Tsu Way Ming, a szingapúri légierő tapasztalt pilótája  volt, a másodpilóta szerepét pedig a 23 éves új-zélandi Duncan Ward töltötte be.

## A baleset

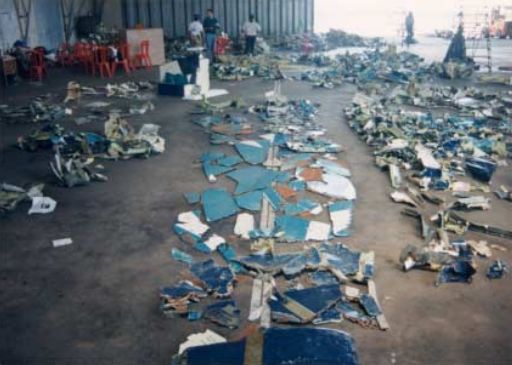
A repülőgép maradványai

A járat 10 000 méteres utazómagasságon repült, amikor eltűnt a jakartai légi irányítók radarképéről. A légköri viszonyok nyugodtak voltak, magas hegyek, egyéb terepakadályok nem nehezítették a pilóták dolgát, és vészjelzések sem érkeztek a repülőgépről. A baleset idején a fekete dobozok adatrögzítői ki voltak kapcsolva, a rádió viszont működött, vagyis nem áramszünet okozta a problémákat. Mindenki értetlenül állt a repülőgép-katasztrófa után. Az amerikai nyomozók a nyomozás során azt állapították meg, hogy a munkahelyi problémákkal, illetve súlyos adósságokkal küzdő Tsu Way Ming szándékosan vezette neki a földnek a gépet, miután a másodpilóta elhagyta a pilótafülkét. Az indonéz hatóságok ezt végig tagadták, és azt állították, hogy műszaki hiba okozta a tragédiát. Hosszas jogi huzavona után egy amerikai bíróság végül kimondta az ítéletet: nem a pilóta, hanem a kormányrendszer meghibásodása áll a Boeing 737-es tragédiája mögött.